# جيمرسون
جيمرسون دي خيسوس ناسيمنتو (بالبرتغالية: Jemerson de Jesus Nascimento‏) ويعرف اختصاراً باسم جيمرسون (بالبرتغالية: Jemerson‏) هو لاعب كرة قدم برازيلي في مركز قلب الدفاع ولد في يوم 24 أغسطس 1992 في بلدة خيرمؤابو في البرازيل، يلعب حالياً مع نادي موناكو في فرنسا وسبق له اللعب مع نادي أتلتيكو مينيرو ونادي ديموكراتا ونادي كونفياتشا ويبلغ طوله 184 سم.

## روابط خارجية
- جيمرسون على موقع إي إس بي إن إف سي (الإنجليزية)
- جيمرسون على موقع قاعدة بيانات كرة القدم.إي يو (الإنجليزية)
- جيمرسون على موقع ليكيب (الفرنسية)
- جيمرسون على موقع ناشيونال فوتبول تيمز (الإنجليزية)
- جيمرسون على موقع Soccerbase.com (لاعب) (الإنجليزية)
- جيمرسون على موقع Soccerway.com (الإنجليزية)
- جيمرسون على موقع عالم كرة القدم.نت (الإنجليزية)
- جيمرسون على موقع AS.com (الإسبانية)